# Halloween: Noaptea crimelor
Halloween: Noaptea crimelor (în engleză Halloween Kills) este un film de groază slasher regizat de David Gordon Green după un scenariu de Green, Danny McBride și Scott Teems. Este continuarea directă a filmului Halloween din 2018. În rolurile principale au interpretat actorii Jamie Lee Curtis și James Jude Courtney, care au rejucat rolurile Laurie Strode și Michael Myers. În alte roluri au interpretat Andi Matichak și Will Patton.
A fost produs de studiourile Miramax, Blumhouse Productions și Trancas International Pictures și a avut premiera la 15 octombrie 2021, fiind distribuit de Universal Pictures. Coloana sonoră a fost compusă de John Carpenter, Cody Carpenter și Daniel Davies.
Cheltuielile de producție s-au ridicat la 20 milioane $ și a avut încasări de 90,9 milioane $.

## Distribuție
Au interpretat actorii:

Jamie Lee Curtis
Anthony Michael Hall
James Jude Courtney[*]
Nick Castle
Judy Greer[*]
Andi Matichak[*]
Will Patton[*]
Thomas Mann[*]
Kyle Richards[*]
Nancy Stephens[*]
Charles Cyphers[*]
Dylan Arnold[*]
Omar Dorsey[*]
Brian F. Durkin[*]
Lenny Clarke[*]
Scott MacArthur[*]  .